# Exagon Engineering
Exagon Engineering – francuski zespół wyścigowy założony w 2004 roku przez Luca Marchetti z bazą w Magny-Cours. Exagon Engineering jest znana z przygotowywania samochodów wyścigowych World Touring Car Championship, jednak zespół wystawia także samochody startujące w rallycrossie, wyścigach długodystansowych oraz w wyścigach na lodzie.
Od 2009 roku Exagon Engineering jest oddziałem sportowym firmy Exagon Motors, która zajmuje się produkcją samochodów drogowych. Jej pierwszym modelem jest Exagon Furtive-eGT. 